# Robert Emms
Robert James MacPherson, artísticamente conocido como Robert Emms (Surrey, Inglaterra; 20 de mayo de 1986), es un actor de cine, televisión y teatro británico, más conocido por sus papeles en las películas War Horse, Mirror Mirror, Kick-Ass 2 y en la serie Atlantis.

## Biografía

### Primeros años
Estudió en la BRIT School for Performing Arts and Technology desde 2002 hasta 2004, y después en la London Academy of Music and Dramatic Art (LAMDA) entre 2004 y 2007. El año siguiente fue nominado como "Mejor Artista en ascenso" en los Manchester Evening News Theatre Awards por su actuación en The Glee Club en Mánchester.

### Carrera
Él apareció en la película nominada a los BAFTA, The Arbor, como David Dunbar. Interpretó a David Lyons en la película de Steven Spielberg, War Horse, después de que Spielberg lo viera actuar en la obra de mismo War Horse en el New Theatre en Londres.
Su otro trabajo cinematográfico incluye Anonymous dirigida por Roland Emmerich, en la que interpretó al dramaturgo Thomas Dekker, y la adaptación basada en el cuento Blancanieves, de los hermanos Grimm, Mirror Mirror, con Julia Roberts.
Fue elegido para interpretar el papel principal del joven Pitágoras, en la serie de la BBC Atlantis junto a Jack Donnelly en el papel de Jasón.
Emms también trabaja como profesor de canto en la London Academy of Music and Dramatic Art (LSDA).

## Filmografía

### Películas
| Año  | Título                         | Papel           | Notas |
| ---- | ------------------------------ | --------------- | ----- |
| 2018 | Jurassic World: Fallen Kingdom | Tech Merc       |       |
| 2013 | Kick-Ass 2                     | Insect Man      |       |
| 2013 | Irreversible                   | Daniel          | Corto |
| 2013 | The Selfish Giant              | Phil            |       |
| 2013 | The River                      | Kenny           | Corto |
| 2012 | Broken                         | Rick Buckley    |       |
| 2012 | Mirror, Mirror                 | Charles Renbock |       |
| 2011 | War Horse                      | David Lyons     |       |
| 2011 | Anonymous                      | Thomas Dekker   |       |
| 2010 | The Arbor                      | Joven David     |       |
| 2009 | Bucco Blanco                   | Guy             | Corto |

### Televisión
| Año           | Título          | Papel           | Notas                      |
| ------------- | --------------- | --------------- | -------------------------- |
| 2022-presente | Andor           |                 |                            |
| 2019          | Chernobyl       | Leonid Toptunov | Miniserie                  |
| 2013-presente | Atlantis        | Pitágoras       | Principal                  |
| 2011          | Scott & Bailey  | Luke Farrell    | 1 episodio                 |
| 2009          | Monday Monday   | Tom             | 1 episodio                 |
| 2009          | The Street      | Calum Miller    | 1 episodio                 |
| 2008          | The Wrong Door  |                 | 2 episodios                |
| 2008          | Waking the Dead | Steo            | Episodio: "Pieta: Parte 1" |
| 2008          | Shangri-La      |                 |                            |